# Jan Kořínek (pianista)
Jan Kořínek je český hudební skladatel a pianista, hráč na Hammondovy varhany.

## Život
Jan Kořínek vyrůstal v hudební rodině Kořínků. V 90. letech vyrazil na stáž do USA, kde se seznámil s tradicí jižanského blues. Věnuje se hře na piano a hammondovy varhany, speciálně se věnuje vážné hudbě a dalším žánrům.

## Tvorba
Od roku 1995 koncertuje společně se zkušenými hudebníky (Jiří Schmitzer, Peter Binder, René Trossman). V roce 2024 vystupoval s hudebními skupinami, mimo jiné s kapelou Freak Power. Založil a vystupuje se skupinou Groove. V roce 2009 vydal album Groovin For Little V.